# Aleksei Nóvikov-Priboi
Aleksei Sílitx Nóvikov-Priboi (rus: Алексе́й Си́лыч Но́виков-Прибо́й) és el nom de ploma d'Aleksei Silàntievitx Nóvikov (rus: Алексе́й Сила́нтьевич Но́виков) (24 de març [C.J. 12 de març] de 1877, Matvéievskoie, gubèrnia de Tambov, Imperi Rus - 29 d'abril de 1944, Moscou, URSS), escriptor rus i soviètic, conegut per les seves històries sobre el tema marítim, i de vegades anomenat el Jack London soviètic.

## Biografia
Nóvikov-Priboi era el segon fill d'una família de camperols. El seu pare, Silanti Filíppovitx, va passar vint-i-cinc anys a l'Exèrcit Imperial Rus. Amb el seu germà gran, anomenat Silvestre, Aleksei fou educat en una escola parroquial. A petició de la seva mare, nadiua de Polònia i profundament religiosa, hauria d'haver-se convertit en monjo, però es va sentir atret pel pensament d'aventura en sentir històries de mariners viatgers. Als vint-i-dos anys fou cridat a allistar-se al servei militar obligatori. Va servir com a mariner a la Flota del Bàltic entre el 1899 i el 1906.
Es va implicar en activitats revolucionàries des de ben jove i després de publicar un article en un diari de Kronstadt el 1903, va ser arrestat per difondre "propaganda subversiva". Tot i això, a causa de la Guerra russojaponesa de 1904–1905, va ser aviat alliberat i, amb la qualificació de "poc fiable", va ser traslladat al 2n Esquadró del Pacífic en el cuirassat "Oriol", on va participar en la cabdal batalla de Tsushima. El viatge des de Rússia al voltant del Cap de Bona Esperança a través de Madagascar fins a l'estret de Corea va durar més de 8 mesos i va recórrer un total de 18.000 milles nàutiques.
La flota russa fou quasi anihilada. Gairebé 5.000 mariners russos van caure durant la batalla i Nóvikov fou capturat com a presoner de guerra pels japonesos. En captivitat, va tenir la idea de descriure l'experiència. Va començar a recopilar material. Al campament, on va arribar, situat a la prefectura de Kumamoto, hi havia tripulacions de gairebé tots els vaixells, i els mariners van compartir els seus records de bon grat.
El gener de 1906 se li va permetre tornar a Rússia. Allà va publicar sota pseudònim, dos assajos sobre la batalla de Tsushima: "Els homes bojos i les víctimes infructuoses", rus: «Безумцы и бесплодные жертвы i "Pels pecats dels altres", rus: За чужие грехи, publicats amb el pseudònim A. Zatorti. Tanmateix, el contingut era una descripció descarada de la vergonya de la marina russa, i entrava en conflicte amb les autoritats tsaristes, les quals en van prohibir immediatament la seva publicació, i el 1907 Nóvikov es va veure obligat a amagar-se perquè estava en perill de ser detingut. Així, aquell mateix any es va exiliar a Londres, via Finlàndia. A l'exili es va guanyar la vida com a ferrer i comptable.
Durant els anys d'emigració del 1907 al 1913, va viatjar a França, Itàlia, Espanya i el nord d'Àfrica i va navegar com a mariner a bord de vaixells mercants.
Per recomanació de Maksim Gorki, a qui havia descrit la seva existència com a emigrant en una carta, es va publicar la història de la seva fuga en un diari. Com a resultat, Nóvikov va visitar Gorki, que aleshores vivia a Capri. A l'illa va escriure diverses històries realistes sobre el mar entre 1912 i 1913, que finalment es van resumir en un primer volum de narrativa. Amb l'ajut d'un altre passaport, va poder tornar a Rússia el 1913. Tot i això, les seves històries es van censurar i es van publicar per primera vegada el 1917. Durant la Primera Guerra Mundial va treballar junt amb la seva dona en trens hospital de la Unió de Zemstva de Totes les Rússies. A partir del 1914 va publicar articles més curts de revista i va utilitzar per primer cop el nom artístic Nóvikov-Priboi (Прибой = "onada trencadora").
Cap al 1920 va començar amb la versió final de la seva obra principal Tsushima, rus: Цусима. El primer volum - "El viatge", rus: Поход, - es va publicar el 1932 i el segon volum - "La batalla", rus: Бой - el 1935. Tot i que va proporcionar una visió completa de la batalla de Tsushima per primera vegada, va ser criticada diverses vegades en el període posterior. Nóvikov-Priboi va retratar, entre altres coses, els mariners rasos com a herois, mentre que els almiralls i oficials "tsaristes" eren els responsables del resultat negatiu de la batalla pels russos. Critica especialment el comandant de la flota Zinovi Rojéstvenski com a responsable principal de la derrota. De fet, el pobre equipament i la combinació de vaixells de guerra moderns i obsolets van tenir-hi un paper crucial en el qual, fins i tot els almiralls i els oficials dels vaixells no podien fer res més. Des de la perspectiva actual, el llibre representa una obra típica de la fase del realisme socialista i, atès que és un material que prové del bàndol rus quan es considera la guerra russojaponesa, ha tingut un profund efecte en la narrativa posterior d'aquesta guerra. La novel·la Saka no ue no Kumo de Ryōtarō Shiba n'és un exemple.
Durant els darrers anys de la seva vida, Nóvikov-Priboi va publicar nombrosos articles sobre el desenvolupament de la flota soviètica. Cap altra publicació, però, va arribar al drama de la seva obra cabdal Tsushima. Per aquesta obra va rebre el Premi Stalin el 1941. El seu darrer treball, titulat "El capità", rus: Капитан I ранга va quedar inacabat. Nóvikov-Priboi va morir el 29 d'abril de 1944 al seu apartament de Moscou i va ser enterrat al cementiri local de Novodévitxi.
El matrimoni amb Maria Liudvígovna (1890-1979) va produir tres fills: Ígor Alékséievitx Nóvikov (1923-1996), Irina Alekséievna Nóvikova (* 1934) i Vladímir Alekséievitx Nóvikov.
Nóvikov-Priboi va ser honorat pels segells postals commemoratius emesos el 1952 i el 1977, i nombrosos carrers de l'antiga Unió Soviètica van rebre el seu nom. Entre els seus honors destaquen l'Orde de la Bandera Roja del Treball i la Medalla de la defensa de Moscou.
El 1969, la seva filla va obrir un museu privat en honor seu, a la seva antiga datxa de Txerkízovo, prop de Púixkino, óblast de Moscou.